# Monumentul lui Lincoln

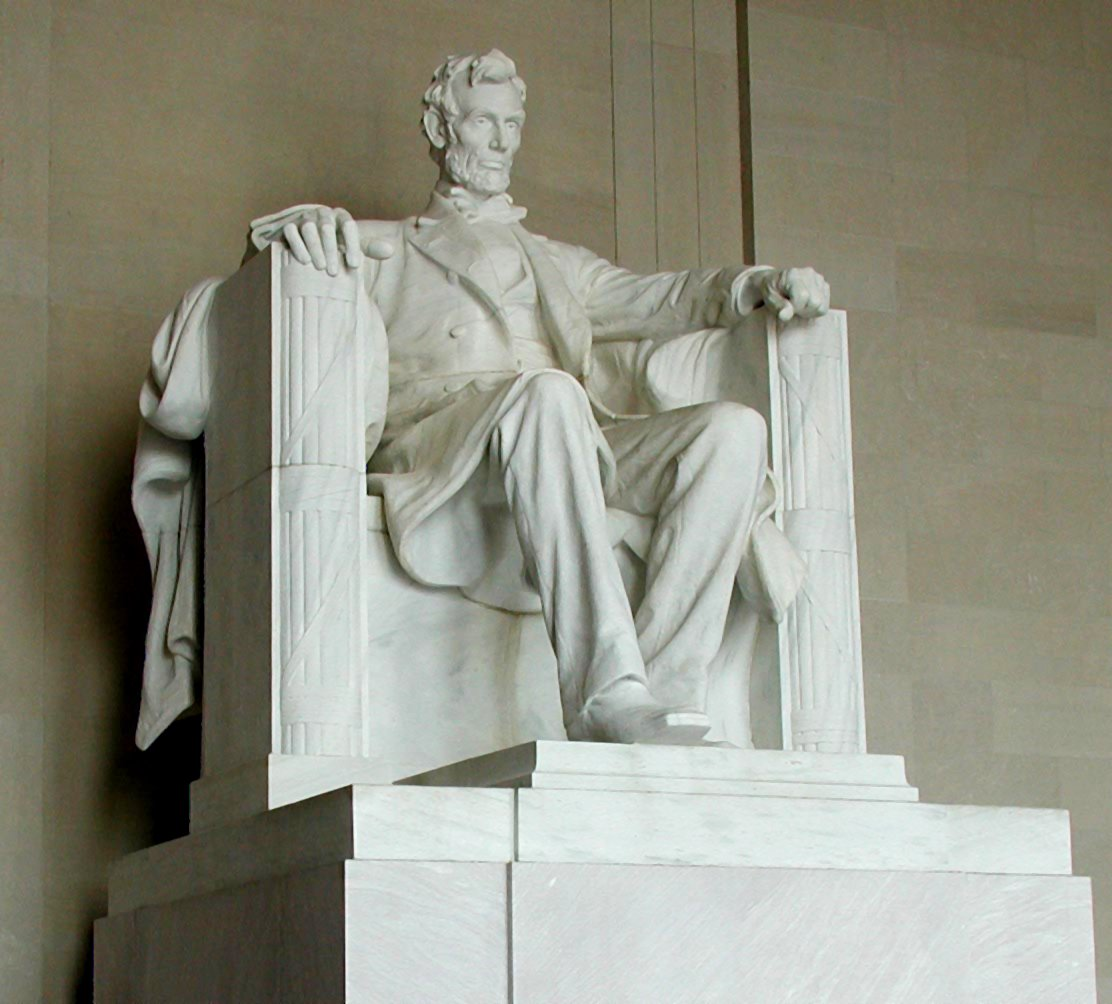
Monumentul lui Lincoln

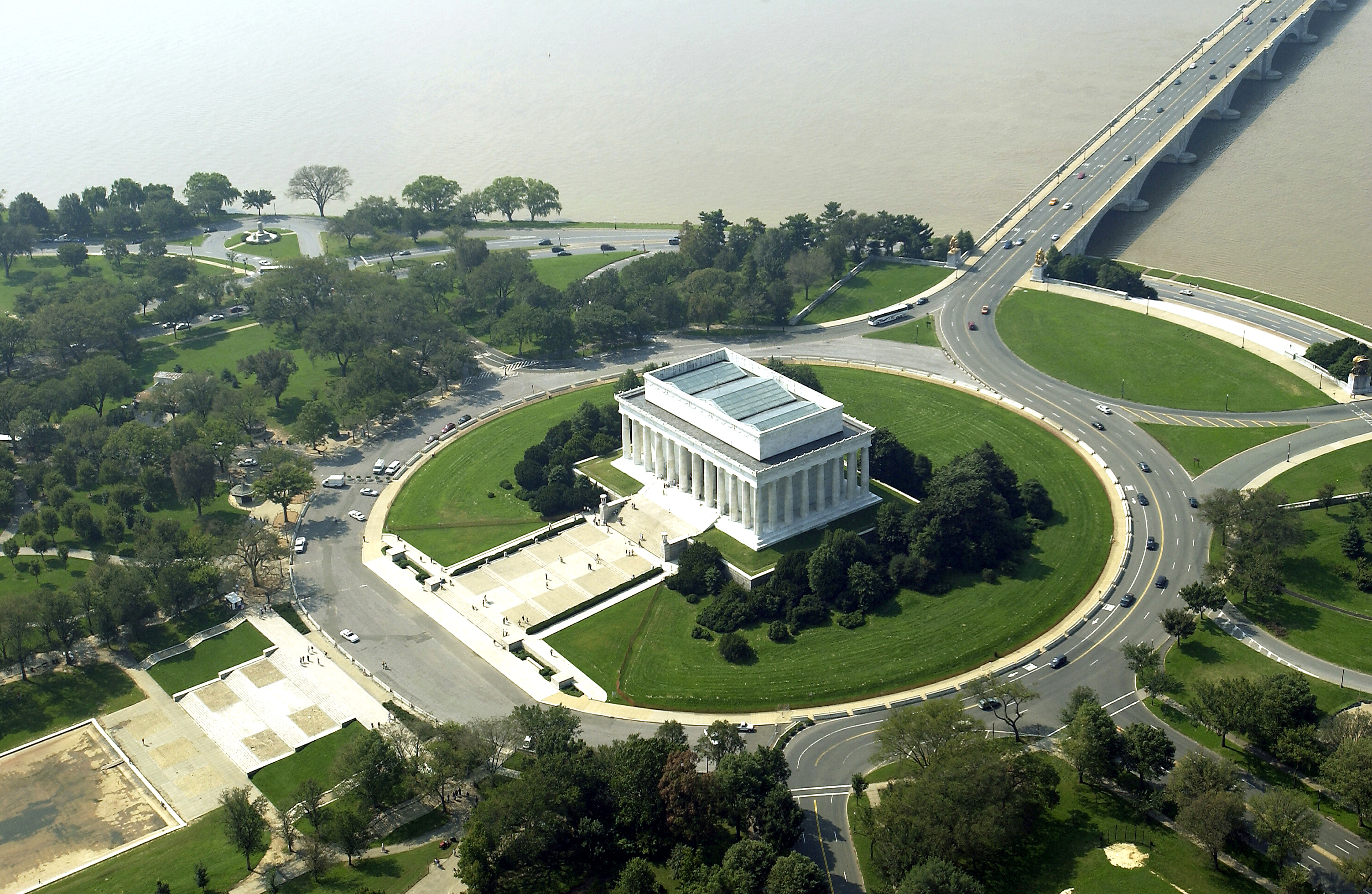
Monumentul lui Lincoln

Monumentul lui Lincoln (în engleză: Lincoln Memorial) din Washington, D.C., SUA, a fost construit între anii 1915 - 1922 în cinstea lui Abraham Lincoln, al 16-lea președinte al Statelor Unite. Proiectul monumentului a fost întocmit de arhitectul Henry Bacon.

## Descriere
Cele 36 coloane în stil doric care înconjoară statuia lui Lincoln simbolizează cele 36 de state ale Statelor Unite ale Americii, câte erau pe vremea președinției lui Lincoln. Mai târziu au fost înscrise pe peretele monumentului și alte 12 state, care au intrat ulterior în componența uniunii. Pereții au inscripții cu anumite discursuri ale președintelui american. Astfel, pe peretele de nord se află discursul lui Lincoln din 1865 de la alegerea lui ca președinte, iar pe peretele de sud se poate citi discursul său de la Gettysburg. Statuia impunătoare din marmură albă, opera sculptorului Daniel Chester French, îl prezintă pe președintele Lincoln șezând și are o înălțime de 5,80 m. Construcția a început în 1914. Proiectul ales de arhitectul newyorkez Henry Bacon s-a bazat pe un templu grecesc antic cu 36 de coloane. Când monumentul a fost finalizat în luna mai 1922, Uniunea se extinsese cu încă 12 noi state, astfel încât pe partea exterioară a zidurilor monumentului au fost sculptate numele a 48 de state. După admiterea statelor Alaska și Hawaii în Uniune, o nouă placă a fost adăugată cu numele noilor state.

## Inscripții
Pe peretele din spatele statuii se află inscripția:
IN THIS TEMPLE AS IN THE HEARTS OF THE PEOPLE
FOR WHOM HE SAVED THE UNION
THE MEMORY OF ABRAHAM LINCOLN
IS ENSHRINED FOREVER
În traducere:
În acest templu, ca și în inimile oamenilor
pentru care el a salvat Uniunea,
amintirea lui Abraham Lincoln
este păstrată cu sfințenie pe vecie.
Între anii 1959 și 2008 Rezerva federală (banca centrală de stat americană) a pus în circulație o monedă de un cent reprezentând pe revers monumentul Lincoln. Și pe bancnota de cinci dolari apare monumentul președintelui american.